# Layton (Utah)
Layton es una ciudad en el condado de Davis, estado de Utah, Estados Unidos. Recibe su nombre por Christopher Layton, un colono y líder miembro de la Iglesia de Jesucristo de los Santos de los Últimos Días. Según el censo de 2000 la ciudad tenía una población de 58.474. Se estima que en 2004 la población era de 61.205 habitantes.

## Geografía
Layton se encuentra en las coordenadas 41°4′41″N 111°57′19″O / 41.07806, -111.95528.
Según la oficina del censo de Estados Unidos, la ciudad tiene una superficie total de 54,0 km². De los cuales 53,6 km² son tierra y 0,3 km² (0,62%) están cubiertos de agua.
- Datos: Q52474
- Multimedia: Layton, Utah / Q52474